# Barbara Woodhouse
 (décembre 2017).
Si vous disposez d'ouvrages ou d'articles de référence ou si vous connaissez des sites web de qualité traitant du thème abordé ici, merci de compléter l'article en donnant les références utiles à sa vérifiabilité et en les liant à la section « Notes et références ».
Barbara Woodhouse est une dresseuse de chiens et de chevaux, écrivaine et personnalité de télévision irlandaise, née le 9 mai 1910 à Rathfarnham et morte le 9 juillet 1988 à Buckinghamshire au Royaume-Uni. Son émission télévisée de 1980, Training Dogs the Woodhouse Way lui donne une renommée à travers le Royaume-Uni. Elle est même parodiée dans le film de James Bond de 1983, Octopussy. Elle est également connue pour sa philosophie selon laquelle « il n'existe pas de chiens méchants ». Elle a publié plusieurs ouvrages dont No Bad Dogs sorti en 1982.

## Biographie
Barbara Blackburn naît le 9 mai 1910 à Rathfarnham en Irlande dans une famille riche et grandit à Dublin. Lorsque son père décède en 1919, sa famille déménage à Headington, banlieue d'Oxford. Quelques années après elle est la seule fille du Harper Adams Agricultural College à Shropshire.
Après être retournée à Oxford pour suivre l'école de dressage de Headington, elle se marie à Allan George Hill en août 1934 et ensemble ils partent vivre pendant plus de trois ans en Argentine à entraîner des chevaux. Après avoir divorcé elle retourne vivre à Headington.
Dans les années 1930, Barbara devient éleveuse de chiens et dirigeante de chenils jusqu'aux années 1960. En 1940 elle épouse Dr Michael Woodhouse en déménage pour le Wiltshire. Ensemble ils ont trois enfants, Pamela, Patrick et Judith.
Elle apparaît pour la première fois à la télévision en tant que candidate de l'émission What's My Line? où les panélistes n'arrivent pas à découvrir son métier. Elle apparaît également dans 60 Minutes sur CBS. Sa série diffusée en 1980 sur la BBC lui donne une renommée télévisuelle à l'âge de 70 ans. Elle apparaît alors régulièrement sur la télévision anglaise jusqu'à sa mort en 1988, à l'âge de 78 ans, des suites d'un accident vasculaire cérébral.

## Filmographie

### Productrice et dresseuse
- 1953 : June Helps Out : la mère (et dresseuse)
- 1955 : Make Me an Offer (dresseuse)
- 1959 : The Invisible Man : 1 épisode (dresseuse)
- 1962 : La Polka des poisons (dresseuse)
- 1964 : Beware of the Dog : 6 épisodes (dresseuse)
- 1965 : Out of the Unknown : 1 épisode (dresseuse)
- 1967 : Trouble with Junia (productrice)
- 1968 : Beggar My Neighbour : 1 épisode (dresseuse)
- 1972 : Along the Way (productrice et scripte)

### Interventions télévisées
- 1973 : The Mike Douglas Show
- 1973 : The Bob Braun Show
- 1980 : Training Dogs the Woodhouse Way (2 épisodes)
- 1980 : Friday Night, Saturday Morning
- 1980 : Parkinson
- 1980 : Blankety Blank
- 1980 : 3-2-1
- 1981 : Multi-Coloured Swap Shop
- 1981 : Barbara Woodhouse Goes to Beverly Hills
- 1982 : Does the Team Think?
- 1982 : The Tonight Show Starring Johnny Carson
- 1982 : Late Night with David Letterman (3 épisodes)
- 1983 : Saturday Superstore
- 1983 : James Bond: The First 21 Years
- 1983 : Look Who's Talking
- 1984 : Whose Baby?